# Chiesa di San Mamante (Empoli Vecchio)
La chiesa di San Mamante è un luogo di culto cattolico situato a Empoli, in provincia di Firenze, nel quartiere di Empoli Vecchio.

## Storia
La chiesa di San Mamante appare citata per la prima volta in un documento del 10 dicembre 1119 quando il suo popolo venne obbligato dai Conti Guidi ad abitare intorno alla pieve di Empoli, per favorire il popolamento del loro castello. La chiesa di San Mamante venne confermata alla pieve empolese da una bolla di papa Celestino III nel 1192 e con un simile atto da papa Alessandro IV nel 1258.
Nel XIII secolo la situazione economica era buona tanto che il suo rettore, prete Amedeo, poté intraprendere dei lavori ampliamento. Quando il processo di incastellamento di Empoli nuovo fu completato la chiesa di San Mamante si trovò spopolata e venne annessa alla vicina chiesa di San Michele Arcangelo.
Fino al 1492 il patronato era stato dei parrocchiani ma da quel momento passò al Capitolo di Empoli; durante la peste del 1631 il Capitolo decise di far della chiesa, ormai ridotta ad oratorio, il sepolcreto dei propri sacerdoti, come attesta un'iscrizione posta sull'intonaco. Nel 1764 ad opera del canonico Bardini, qui sepolto, la chiesa venne restaurata e affrescata da Giuseppe Romei. Nel XIX secolo venne dotata di nuove campane.
In seguito il capitolo di Empoli la mise in vendita e venne acquista da privati i quali l'hanno ceduta alla vicina chiesa di Santa Maria a Ripa, che nel 1996 ne ha finanziato il restauro.

## Descrizione

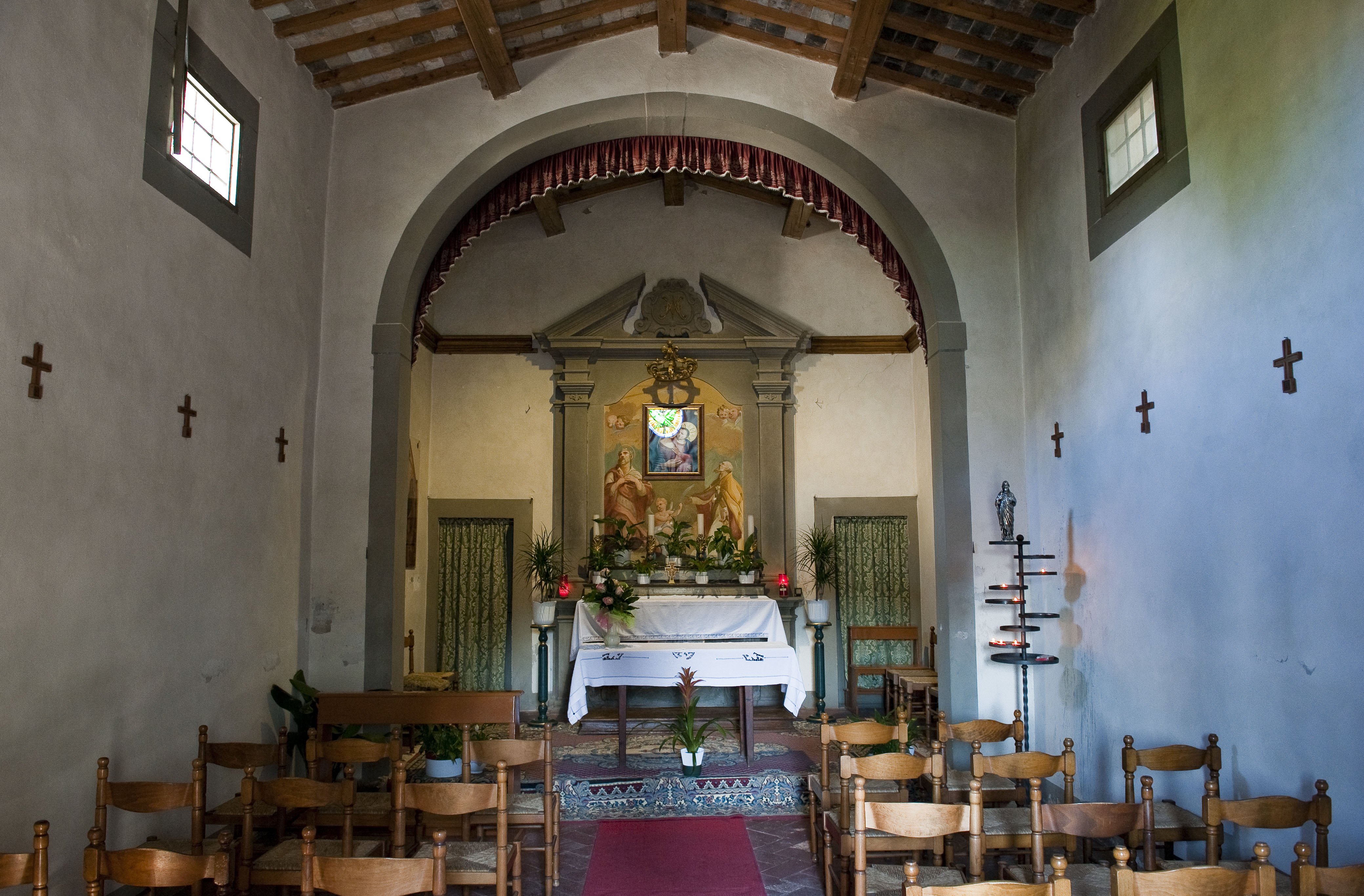
Interno

La chiesa consiste in una semplice aula rettangolare, coperta a tetto, priva di abside. Mostra il semplice aspetto conferitole dai restauri della fine del XX secolo.
Durante quei restauri sono stati riportati alla luce l'occhio in facciata, già esistente nel XVI secolo come riportato in una pianta dei Capitani di Parte Guelfa, e il portale. Il portale è in cotto colorato e zigrinato a spina di pesce con un cuneo in marmo come chiave di volta nell'arco a tutto sesto estradossato, ora ricoperto da intonaco. Il portale è riferibile ai lavori effettuati nel 1232 come documenta l'iscrizione sovrastante: PRB. MADIUS FECIT O.S / A.D. MCCXXXII.
Da questa chiesa proviene la tavola di Agnolo Gaddi raffigurante la Madonna col Bambino tra i santi Antonio abate, Caterina, Girolamo e Giovanni Battista, 1390 ca, oggi conservata presso il Museo della collegiata di Sant'Andrea.